# Araluen, New South Wales
Araluen är en by i Palerang Council i New South Wales i Australien. Folkmängden uppgick till 293 år 2011.

### Befolkningsutvecklingskällor
- Australian Bureau of Statistics. ”2006 Census QuickStats : Araluen (State Suburb)” (på engelska). http://www.censusdata.abs.gov.au/ABSNavigation/prenav/ProductSelect?newproducttype=QuickStats&btnSelectProduct=View+QuickStats+%3E&collection=Census&period=2006&areacode=SSC16073&geography=&method=&productlabel=&producttype=&topic=&navmapdisplayed=true&javascript=true&breadcrumb=LP&topholder=0&leftholder=0&currentaction=201&action=401&textversion=false. Läst 20 april 2012.
- Australian Bureau of Statistics. ”2011 Census QuickStats: Aruluen (NSW)” (på engelska). http://www.censusdata.abs.gov.au/census_services/getproduct/census/2011/quickstat/SSC10044?opendocument&navpos=220. Läst 3 augusti 2012.